# Pierre André (homme politique, 1903-1983)
Pour les articles homonymes, voir Pierre André et André.
Pierre André, né le 27 octobre 1903 à Dieulouard (Meurthe-et-Moselle) et mort le 9 avril 1983 à Boulogne-Billancourt (Hauts-de-Seine), est un homme politique français.

## Études et activité professionnelle
Il suit des études à Liège au collège Saint-Gervais et est licencié en droit.
Il est assureur-conseil à Nancy à partir de 1926. Il dirige le cabinet d'assurances Pradal et André après son retrait de la vie politique.

## Un engagement civique et politique dans les années 1930
Il est président durant quatre ans, puis président d'honneur en 1935, de l'association des sous-officiers de réserve de Nancy et président de l'Union des sous-officiers de réserve de la XXe région à partir de 1931.
Il est arrêté en janvier 1934 à Nancy lors d'une manifestation des Ligues lors de l'affaire Stavisky. Il est candidat en 1935 lors des élections municipales de Nancy sur la liste d'union des « modérés » anticartellistes (liste « Paul Daum »), où voisinent des candidats URD, des membres du Parti démocrate populaire, des modérés sans étiquette et des membres des Jeunesses patriotes.
Il devient un militant très actif à partir de l'été 1936 : il est membre du comité directeur du Rassemblement national lorrain (RNL), délégué à la propagande de ce groupement politique de juillet 1936 à 1939 et l'un des principaux rédacteurs avec Émile Meyer de son périodique, La Lorraine nationale et sociale. Il est alors hostile au régime parlementaire, tout en étant proche des députés de la Fédération républicaine. Il déclare en 1938 : « Je ressens jusqu'à la nausée le dégoût des cuisines électorales. J'ai d'autant moins le désir d'entrer au parlement que je suis partisan de sa fermeture. Vous me comblez en comparant mon vocabulaire à celui de Léon Daudet. J'éprouve en effet pour ce vigoureux polémiste une profonde admiration ».

## Seconde Guerre mondiale: résistant
Mobilisé en 1939, il est fait prisonnier mais s'évade d'un Stalag. Il entre ensuite dans la résistance : il est sous-chef du réseau Goélette lié au BCRA. Arrêté par la Gestapo à Nancy en 1942, il est interné.
Capitaine de réserve dans l'infanterie, il reçoit la croix des services militaires volontaires de première classe. Il est fait chevalier de la Légion d'honneur et commandeur du mérite militaire.
igues lors de l'affaire Stavisky. Il est candidat en 1935 lors des élections municipales de Nancy sur la liste d'union des « modérés » anticartellistes (liste « Paul Daum »), où voisinent des candidats URD, des membres du Parti démocrate populaire, des modérés sans étiquette et des membres des Jeunesses patriotes.
Il devient un militant très actif à partir de l'été 1936 : il est membre du comité directeur du Rassemblement national lorrain (RNL), délégué à la propagande de ce groupement politique de juillet 1936 à 1939 et l'un des principaux rédacteurs avec Émile Meyer de son périodique, La Lorraine nationale et sociale. Il est alors hostile au régime parlementaire, tout en étant proche des députés de la Fédération républicaine. Il déclare en 1938 : « Je ressens jusqu'à la nausée le dégoût des cuisines électorales. J'ai d'autant moins le désir d'entrer au parlement que je suis partisan de sa fermeture. Vous me comblez en comparant mon vocabulaire à celui de Léon Daudet. J'éprouve en effet pour ce vigoureux polémiste une profonde admiration ».

## Député de droite sous laIVeRépublique
Il fonde après la guerre une nouvelle formation politique, qu'il préside : l'Action républicaine lorraine, dont sont membres notamment Raymond Pinchard, vice-président, le docteur Pierre Weber, Robert Kalis. Il souhaite regrouper les modérés autour d'un noyau de jeunes résistants et prendre ainsi la place qu'occupait avant la guerre la Fédération républicaine de Louis Marin, député de Nancy depuis 1905. Il ne s'agit pas d'une simple relève de générations ; son initiative peut faciliter et accompagner les reclassements politiques de part et d'autre de la guerre. Il est soutenu par le quotidien nancéien L'Eclair de l'Est, dirigé par Émile Meyer, qui a milité avec lui au sein du RNL et qui ne souhaite plus soutenir Louis Marin dans sa tentative de reprise en main de la droite départementale, alors même que le quotidien était contrôlé par Marin et ses alliés depuis 1925. Pierre André devient d'ailleurs en novembre 1947 président du conseil d'administration de la Presse de l'Est, qui édite ce journal, très fortement marqué à droite. Il tente de relancer le quotidien mais, devant les difficultés financières, le quotidien disparaît en 1949 et se transforme en hebdomadaire dominical, Dimanche-Eclair, dont il est le directeur.
Il ne conduit pas la liste d'Action républicaine lorraine pour les élections à la première Assemblée nationale constituante, car il n'a pas été élu précédemment au conseil général ; il était candidat dans le canton de Nancy-Sud et s'est désisté au second tour pour un autre « national », Maurice Camal, qui était son colistier lors des municipales de 1935. La liste de l'ARL est conduite par l'avocat Robert Kalis, élu, lui, en septembre 1945 dans le canton de Nancy-Ouest. Avec 42 619 voix sur 231 983 suffrages exprimés, la liste devance les autres listes - et notamment celle conduite par Louis Marin - à l'exception de la liste socialiste. Pierre André, qui se situait en deuxième position, n'est pas élu.
En Lorraine, la concurrence qui oppose Louis Marin aux jeunes modérés pour le contrôle de la droite se double à l'intérieur de l'ARL d'une compétition de plus en plus vive entre Robert Kalis et Pierre André, qui avait eu le sentiment d'avoir été injustement écarté de la tête de liste en 1945. Pierre André obtient de Louis Marin un accord sur le principe d'une liste unique pour éviter la dispersion des voix modérées. Ainsi, le 2 juin 1946, la liste du « Rassemblement républicain de la Liberté » est conduite par Louis Marin au bénéfice de l'âge. Robert Kalis se retrouve en troisième position derrière Pierre André. Avec 68 262 voix sur 244 662 suffrages exprimés, la liste modérée devance ses concurrentes et obtient deux sièges. Pierre André est élu mais Robert Kalis n'est donc pas réélu.
Le 10 novembre 1946, pour les élections à la première Assemblée nationale de la IVe République, Kalis est évincé de la liste. Il s'est ensuivi une rupture avec l'ARL.
Pierre André adhère au Parti républicain de la liberté (PRL). Il prend part à son premier congrès en avril 1946 à Paris. L'ARL devient la fédération départementale du PRL et Pierre André devient l'un des deux secrétaires généraux de ce parti en 1948, à l'issue du congrès organisé à Nancy, à un moment où ce parti est en déclin, affaibli par des dissensions et des départs successifs,. Il occupe cette fonction jusqu'en janvier 1951. Le PRL est un concurrent du RPF du général de Gaulle, qui se constitue en 1947. Pierre André se situe à l'Assemblée à la périphérie de l'intergroupe des élus proches du RPF, avant de s'en éloigner dès 1948-1949. Le PRL disparaît en 1951 et s'intègre au Centre national des indépendants et paysans (CNIP).
Il est réélu député de Meurthe-et-Moselle sur la liste du Rassemblement républicain et gaulliste de la liberté, réélu en 1951 sur la liste de l'Union des indépendants, des paysans et des républicains nationaux et réélu enfin en 1956 sur la liste d'Union des indépendants et paysans. Il est cependant battu en 1958 par un candidat gaulliste, William Jacson.
A l'Assemblée nationale, son anticommunisme provoque un incident de séance en mars 1947, à l'occasion d'un débat sur la guerre d'Indochine : Pierre André critique le fait qu'un communiste soit ministre de la défense nationale, met en cause le passé du Parti communiste et accuse Maurice Thorez, alors membre du gouvernement, d'avoir déserté en 1939. Il est pris à partie dans les couloirs, notamment par Félix Garcia et Denise Ginollin, qui le gifle, déclare avoir été « assailli et frappé à coups de poing et à coups de pied », et les communistes, notamment Pierre Villon, l'accusent en retour d'avoir voulu acquérir un bien juif sous l'Occupation, ce qu'il nie,,,,. Le PCF réitère l'accusation lors des élections de 1951 et présente Pierre André comme un admirateur d'Hitler en raison de son action au sein du RNL avant la guerre.
Avec d'autres parlementaires, Pierre André fait partie de l'aile nationaliste et antieuropéenne du CNIP,. Il bataille contre le projet de Robert Schuman de Communauté européenne du charbon et de l'acier, en liaison avec les patrons de la sidérurgie lorraine,,,. De même, il s'oppose farouchement au projet de Communauté européenne de défense par refus d'une institution supranationale et du réarmement allemand. Il fonde, dirige et anime en 1953-54 le Comité national de défense et de l'unité de la France et de l'Union française, dit aussi « comité Pierre André », qui comprend des parlementaires hostiles à la ratification du traité créant une armée européenne,,. Le comité est lancé en février 1953 ; Pierre André donne une conférence de presse accompagné par le professeur Bernard Lavergne, le sénateur Michel Debré, le général de Monsabert,. Son comité se dote d'un bulletin. Plusieurs autres parlementaires sont membres du comité de direction : neuf autres députés, dont deux autres Lorrains (Raymond Mondon et Philippe Barrès), les généraux Adolphe Aumeran et Pierre Billotte, et trois sénateurs, dont Michel Debré. Pierre André critique le Traité instituant la Communauté économique européenne en 1957.
En 1956, dans le contexte de la guerre d'Algérie, il fonde avec Michel Debré un Comité d’action pour l’unité française pour lequel « l'affirmation tangible de la volonté de la France de poursuivre sa mission en Afrique du Nord doit constituer l'impératif fondamental de toute politique française »,. Il adhère aussi à l’Union pour le salut et renouveau de l'Algérie française (USRAF) de Jacques Soustelle et fait partie de son comité directeur.
Il n'abandonne pas la vie politique après son échec aux élections législatives de 1958 et poursuit son combat pour le maintien d'une Algérie française. Il prend la parole en décembre 1959 à un meeting parisien du  Rassemblement pour l'Algérie française de Georges Bidault et fait partie des équipes dirigeantes du comité de Vincennes, fondé à l'issue du colloque de Vincennes de juin 1960. Il a été son premier secrétaire général,,,,,,,. Ce comité est dissous par le pouvoir gaullien en 1961. Dans une lettre publique de novembre 1960, Pierre André accuse Michel Debré, Premier ministre, de se renier.

## Sources
- Jean-François Colas, Les Droites nationales en Lorraine dans les années 1930 : acteurs, organisations, réseaux, thèse de doctorat, Université de Paris X-Nanterre, 2002
- Collectif, De Gaulle et le RPF 1947-1955, Paris, Armand Colin, 1998
- Collectif, Le moment PRL: Le Parti républicain de la liberté. 1946-1951, Presses universitaires de Rennes, 2013 (Lire en ligne)